# Parapuzosia seppenradensis
Parapuzosia seppenradensis — вид амонітів, вимерлих головоногих молюсків. 

## Опис

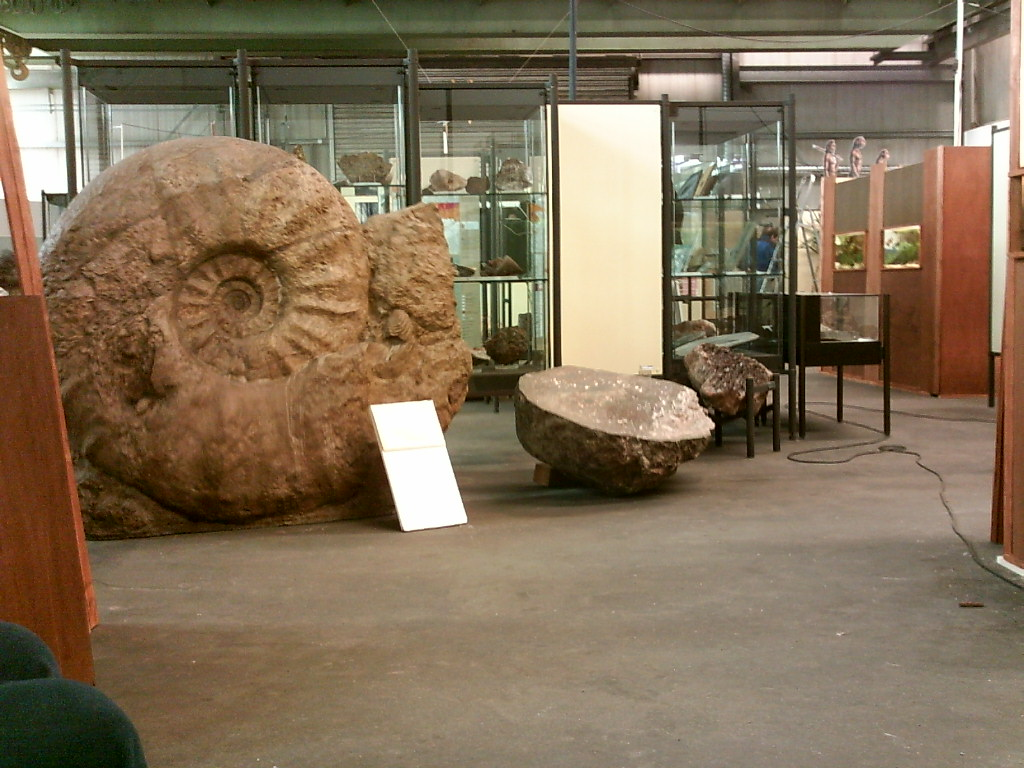
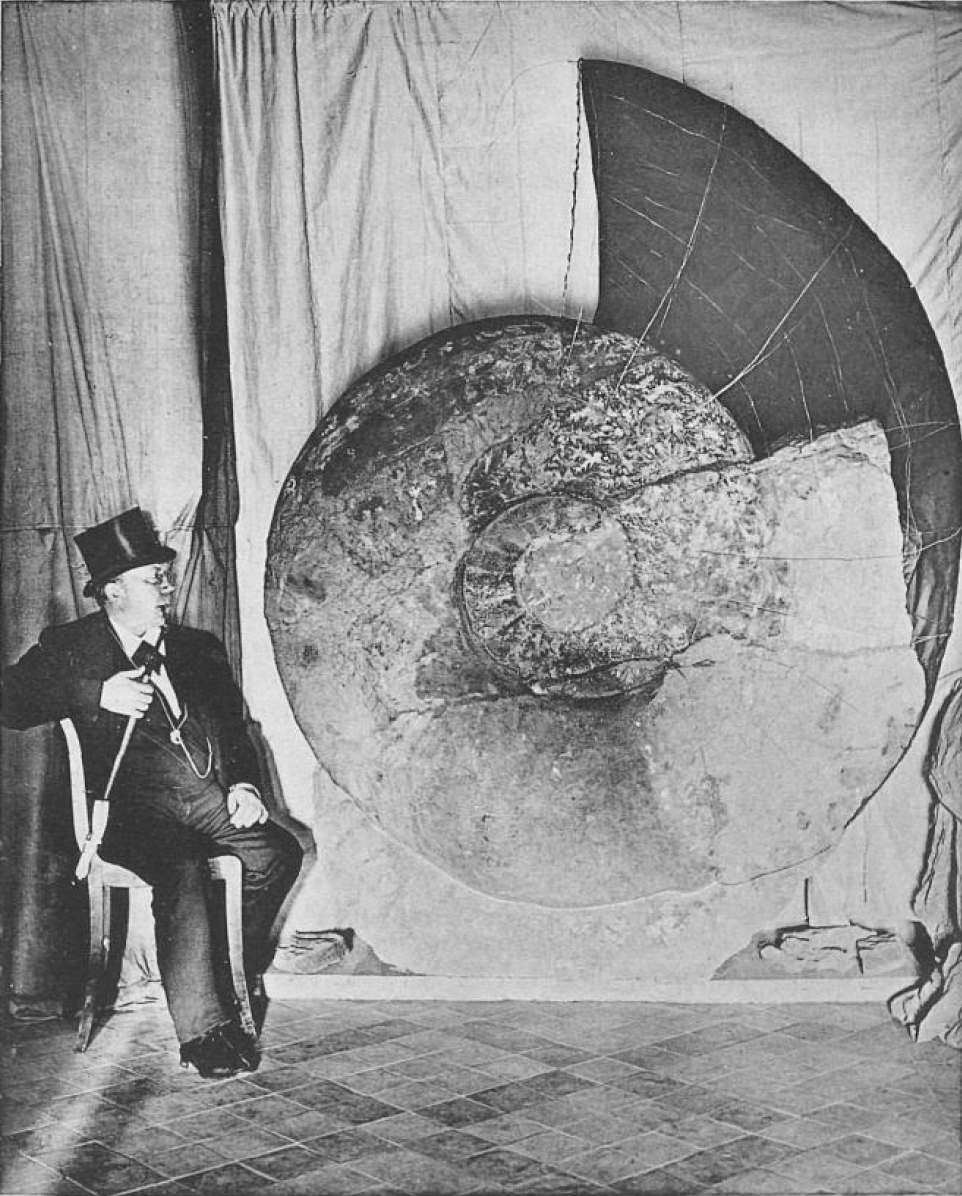

Це найбільший з відомих науці амонітів. Вид існував у кінці крейдяного періоду. Зразок знайдений в Німеччині в 1895 році. Його діаметр 1,8 м при тому, що житлова камера збереглася лише частково. Вважається, що якби ця черепашка була цілою, її діаметр становив би приблизно 2,55 м або навіть 3,5 м. Прижиттєва маса тварини оцінюється в 1455 кг, з яких на черепашку припадало 705 кг.